# Zpětná vazba v komunikaci
Zpětná vazba je pojem v komunikaci a psychologii. Pochází z kybernetiky. Obecně je chápána jako proces, při kterém příjemce sdělení shromažďuje informace a následně je vyhodnotí. Obecně řečeno se jedná o informace o vlastním chování od sebe a druhých. Zpětná vazba může vést k posílení činnosti jednotlivce i týmu, zvyšuje produktivitu práce a umožňuje řídit vlastní chování na cestě k cíli. Norbert Wiener, zakladatel kybernetiky, charakterizoval zpětnou vazbu příkladem slepecké hole, která dává slepci zpětnou informaci o jeho pohybu a ovlivňuje následující pohyb. Dle něj se jedná o takový typ řízení, který vyhodnocuje skutečný, nikoliv očekávaný chod. Kromě běžného života je zpětná vazba užitečná a přínosná například v psychoterapii pracovních vztazích.

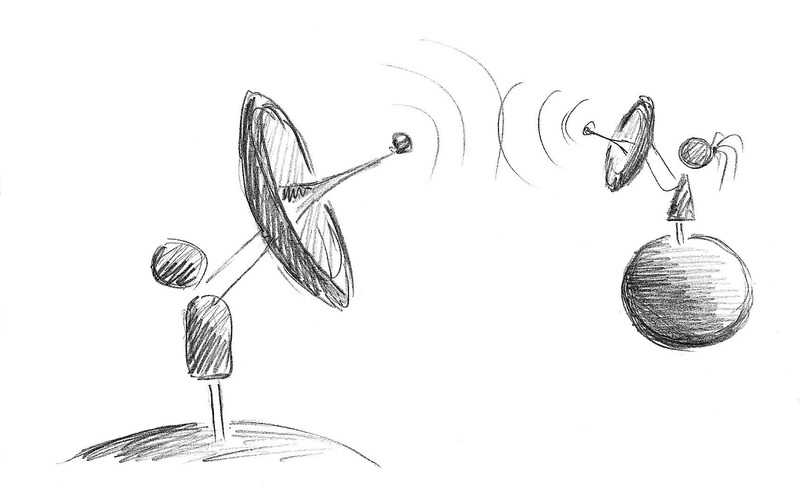
Zpětná vazba v komunikaci

## Dělení druhů zpětné vazby
Zpětnou vazbu v komunikaci lze dělit několika způsoby:

### Pozitivní a negativní zpětná vazba
Pozitivní zpětná vazba je zpětná vazba, která podporuje nebo posiluje pokračování projevů nebo chování ve stejném směru, v jakém probíhaly dosud. Příkladem této zpětné vazby může být například potlesk při projevu. Její opak, negativní zpětná vazba, je zpětná vazba, která slouží korektivnímu účelu. Informuje mluvčího, neboli podavatele, že jeho sdělení nebyla přijata tak, jak bylo zamýšleno, a pomáhá namířit jeho chování novým směrem. Příklady negativní zpětné vazby jsou projevy nudy, výkřiky nesouhlasu, dopisy kritizující politické zaměření novin nebo pokyny učitele, jak lépe přistupovat k nějakému problému.

### Vyžádaná a nevyžádaná zpětná vazba
Vyžádaná zpětná vazba je zpětná vazba, o kterou příjemce sám zažádá. Nevyžádaná zpětná vazba je taková zpětná vazba, kterou podávající předá bez ohledu na to, zda o ni příjemce požádá.

### Vědomá a nevědomá zpětná vazba
Při vědomé zpětné vazbě se podávající aktivně snaží ovlivnit jednání příjemce. Při nevědomé zpětné vazbě si podávající neuvědomuje, že zpětnou vazbu dává. Oba typy mohou být vyjádřeny verbálně i neverbálně.

### Pravidelná a nepravidelná zpětná vazba
Tyto pojmy jsou využívány primárně v pracovních vztazích. Pravidelná zpětná vazba se provádí periodicky na hodnotících pohovorech, zatímco nepravidelná se provádí jako operativní zpětná vazba.

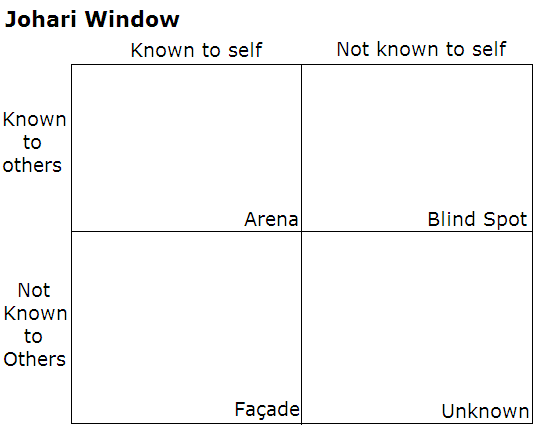
Johariho okno

## Johariho okno
Johariho okno je pojem z psychologie a pro zpětnou vazbu se využívá mimo jiné i v psychoterapii.. Název vznikl spojením křestních jmen mužů, kteří tento jev poprvé popsali. Byli to Joe Luft a Harry Ingman. Johariho okno má čtyři kvadranty. Každý popisuje jednu ze složek osobnosti. Tyto čtyři kvadranty jsou:
- Kvadrant 1 = tzv. veřejné já, známé mně i ostatním
- Kvadrant 2 = tzv. slepé já, mně neznámé a ostatním známé
- Kvadrant 3 = tzv. utajované já, mně známé a ostatním neznámé
- Kvadrant 4 = tzv. nevědomé já, neznámé mně i ostatním

Velikost jednotlivých kvadrantů se u různých lidí liší. Cílem zpětné vazby je pokud možno co nejvíce zmenšit kvadrant 2, čili já, které je mně neznámé a ostatním známé. To způsobuje, že se hodnocený dozvídá od ostatních více informací o sám sobě, což mu umožňuje změnit své jednání.

## 360stupňová zpětná vazba
360stupňová zpětná vazba neboli vícestupňové hodnocení je jedním ze způsobů sebehodnocení. Často se využívá v pracovních vztazích, uplatnění má ale i jinde. Jedná se o jakési zrcadlo, které pomáhá jedinci nebo firmě k růstu. Od běžné zpětné vazby se liší počtem podavatelů, který je zde vyšší (obvykle větší množství osob).

## Jak úspěšně poskytnout zpětnou vazbu
Rady z knihy Komunikace na úrovni
- otevřeně konstatovat, co si myslíme
- respektovat osobnost, myšlenky a názory druhých
- vést komunikaci, která vede k pozitivním výsledkům
- stanovit si cíle, kterých chceme v diskuzi dosáhnout

Při poskytování zpětné vazby je vhodné najít komunikační rovnováhu. Není vhodná nadměrná snaha o porozumění pocitů, která může omezovat poskytovatele zpětné vazby v jeho vyjádření, naopak nerespektování pocitů může u příjemce vyvolat negativní reakci. Je nutné.

### Chápat zpětnou vazbu jako zdroj informací
Zpětná vazba se dělí na vstupy a výstupy, tedy na informace, které do komunikačního procesu vstupují a vystupují. Příjemce zpětné vazby by měl získat konkrétní informace, komentář a odpovídající závěry. Poskytovatel zpětné vazby se tedy musí soustředit na popis situace a tyto závěry. Obě strany se musí soustředit na informace, nikoliv zatěžovat zpětnou vazbu emocemi.

### Rozmyslet si, co chceme sdělit dřív, než poskytneme zpětnou vazbu
Pokud chceme poskytnout zpětnou vazbu, je vhodné postupovat podle následujících kroků: pozorování – význam – cíl. Všechny tyto jednotky nesmí ve zpětné vazbě chybět, avšak na pořadí nezáleží. Při poskytování zpětné vazby je nutné si ujasnit, co nás přimělo k tomu, poskytnout zpětnou vazbu a jakým tématem se chceme zabývat. Dále je potřeba si uvědomit, co je na tématu pro příjemce důležité nebo co se ho může dotknout. V neposlední řadě je nutné si uvědomit, co je naším cílem a jaké mohou být výsledky zpětné vazby.

### Požadovat zpětnou vazbu
Pro zlepšení komunikace je vhodné o zpětnou vazbu požádat. To je výhoda pro poskytovatele zpětné vazby, který bude vědět, že příjemce nebude reagovat defenzívně. Poskytovatel také může přiměřeně vyslovit své sdělení a zároveň obě strany přispívají ke společné odpovědnosti a komunikaci na úrovni.

### Naslouchat
Pokud nám chce někdo poskytnout zpětnou vazbu, snažíme se zjistit, co nám chce poskytovatel sdělit, jaký význam to pro něj má a čeho chce dosáhnout. Proto poskytovateli pokládáme otázky, díky kterým získáme informace o pozorováních, významu a cílech. Tyto otázky pomohou příjemci ujasnit si, co chce poskytovatel sdělit.

### Vést osobní komunikaci
Zpětná vazba se týká dvou, někdy i více lidí, a proto je nutné, aby probíhala osobně. Formuláře či dotazníky mohou sloužit pouze jako podklad.

### Soustředit se na výstupy, předpoklady a styl
V diskuzi je potřeba se zaměřit na výstupy, odborné předpoklady a styl. V rámci výstupu je vhodné posoudit dosažené výsledky. V rámci odborných předpokladů je vhodné definovat chyby a porovnat je s dovednostmi příjemce zpětné vazby. V rámci stylu se soustřeďujeme na to, jak příjemce realizoval své úkoly.